# Brueil-en-Vexin
Brueil-en-Vexin é uma comuna francesa na região administrativa da Île-de-France, no departamento de Yvelines. A comuna possui 460 habitantes segundo o censo de 1990.